# Kingston, Tennessee
Kingston är administrativ huvudort i Roane County i Tennessee. Orten har fått sitt namn efter militären Robert King. Kingston hade 5 934 invånare enligt 2010 års folkräkning.